# Hatcher Hughes
Hatcher Hughes (Polkville, 12 febbraio 1881 – New York, 19 ottobre 1945) è stato un drammaturgo statunitense.

## Biografia
Decimo dei degli undici figli di Andrew Jackson Hughes e Martha Jane Gold, Hughes studiò all'Università del Nord Carolina, dove ottenne la laurea triennale nel 1907 e magistrale dal 1909. Dal 1912 cominciò a insegnare letteratura inglese alla Columbia University. Una delle sue allieve più famose fu Eulalie Spence, che sarebbe diventata una drammaturga. Hughes è noto soprattutto per la sua attività teatrale: è infatti autori di sei drammi per le scene, tra cui La fiumana della morte, che gli valse il Premio Pulitzer per la drammaturgia. 
Hughes fu sposato con Janet Ranney Cool dal 1930 e la coppia ebbe una figlia, Ann Ranney Hughes.

## Teatro
- A Marriage Made in Heaven (1918)
- Wake Up, Jonathan! (scritto con Elmer Rice, 1921)
- Hell-Bent fer Heaven (1924),
- Ruint (1920)
- It's a Grand Life (1930)
- The Lord Blesses the Bishop (1934)